# 호라이마산

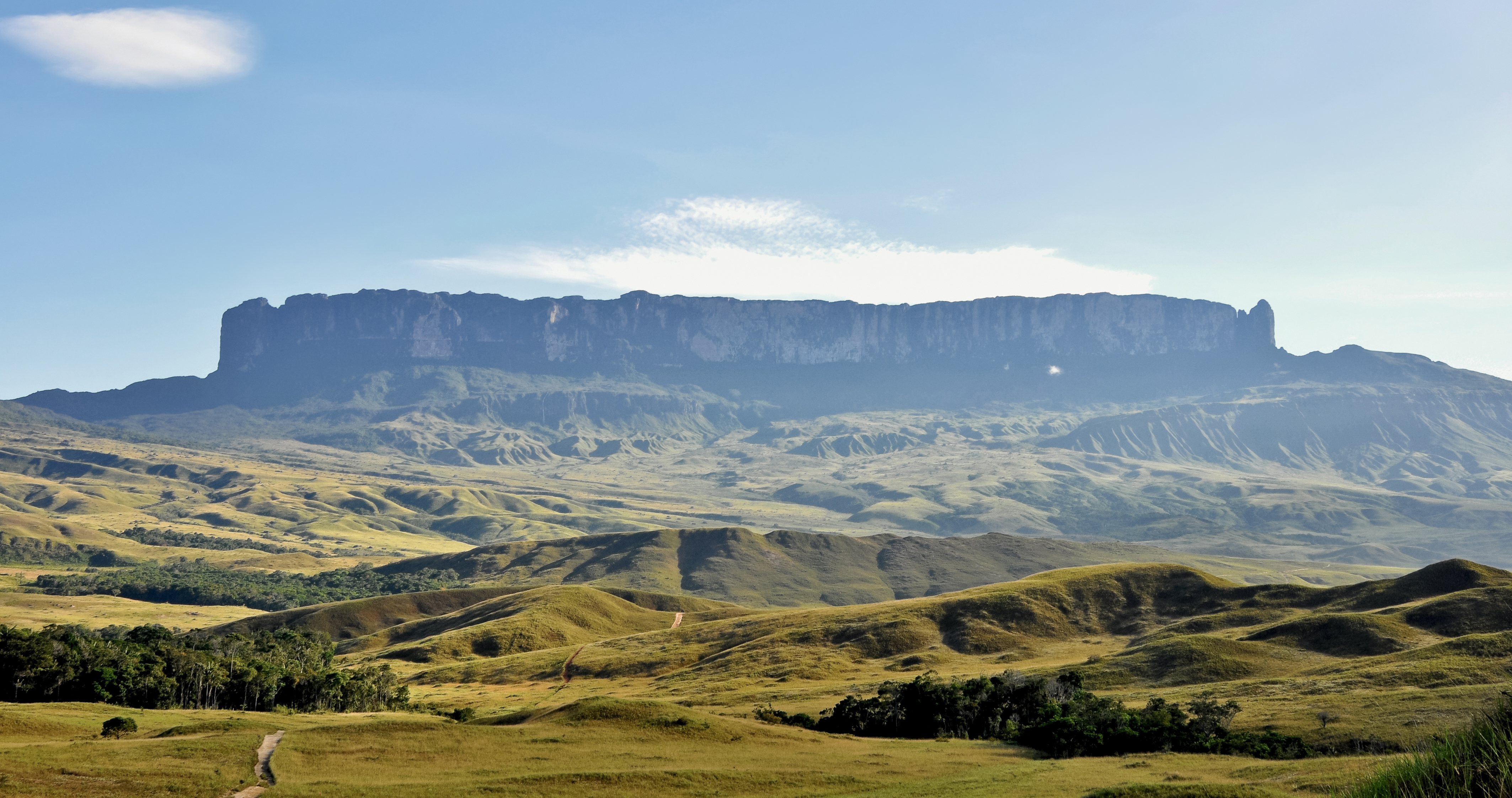
호라이마 산

호라이마산(포르투갈어·스페인어: Monte Roraima)은 카나이마 국립공원 내 기아나 고지의 베네수엘라, 가이아나, 브라질의 세 국경에 걸쳐 있는 해발 2,810 m (9,220 ft) 높이의 산이다.
강렬한 강우로 인한 침출로 인해 정상의 독특한 지형이 형성되었으며, 호라이마산은 지리적으로 고립되어 있어 고유한 동식물이 많이 서식하고 있다. 호라이마산에 대한 서양 탐험은 1884년 영국 탐험대가 처음으로 등반한 19세기가 되어서야 시작되었다. 그러나 이후의 탐험에도 불구하고 산의 식물군과 지질학은 거의 알려지지 않은 상태로 남아 있다. 절벽 남쪽의 특권적인 환경과 상대적으로 쉬운 접근 및 등반 조건 덕분에 호라이마산은 등산객들에게 인기 있는 목적지가 되었다.